# Institutul de Fizică Atomică
Institutul de Fizică Atomică (IFA) a luat ființă în anul 1956, prin scindarea Institutului de Fizică al Academiei, fondat în 1949, în două unități de cercetare cu orientări distincte: Institutul de Fizică Atomică (IFA) (fizică nucleară) și Institutul de Fizică București (IFB) (fizica solidului). În 1973 IFA a fost înglobat, împreună cu alte unități de cercetare și educație, în Institutul Central de Fizică (ICEFIZ), subordonat Comitetului de Stat pentru Energie Nucleară (CSEN). În urma dizolvării CSEN, în 1990, IFA a revenit ca instituție cu personalitate juridică independentă. În 1996 din IFA s-a desprins o rețea de Institute Naționale de Cercetare-Dezvoltare, amplasate pe Platforma Măgurele. În 2008 IFA a fost reorganizat prin hotărâre de guvern, primind un rol important în dezvoltarea cercetărilor de fizică din România.

## Istoric
În anul 1949 un grup de fizicieni de la Universitatea din București, la sugestia profesorului Horia Hulubei, a luat inițiativa creării unui institut de fizică dedicat exclusiv cercetării științifice, activitatea didactică urmând să se desfășoare în continuare în cadrul instituțiilor tradiționale, Universitate și Politehnică. Odată obținute finanțarea si localul (Conacul Oteteleșanu din comuna Măgurele), activitatea în Institutul de Fizică, subordonat Academiei, a început în septembrie 1949, cu o echipă restrânsă de circa 20 de cercetători. În primii ani, dezvoltarea institutului a fost întârziată de un conflict intern în care un impostor pretins fizician, dar cu sprijin politic, a încercat să preia în mod abuziv conducerea. Depășit acest obstacol, Horia Hulubei, Șerban Țițeica și Florin Ciorăscu, considerați întemeietorii institutului, și-au continuat strategia de formare a unei echipe de cercetători care urma să ducă la formarea unei comunități de elită și a unei școli de renume pentru știința românească.
În anul 1956 Institutul de Fizică al Academiei s-a scindat, dând naștere la două unități separate. Institutul de Fizică Atomică (IFA), în subordinea Comitetului de Stat pentru Energie Nucleară și avându-l director pe Horia Hulubei, a continuat cercetările de fizică nucleară în amplasamentul de la Măgurele. Institutul de Fizică București (IFB), rămas sub egida Academiei, și-a mutat activitatea (în principal cercetări de fizica solidului și fizica plasmei) în București, sub direcția lui Eugen Bădărău.

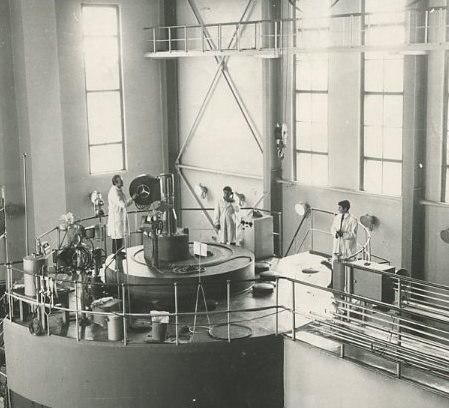
Reactorul de la Măgurele în 1969

Încă din primii ani de activitate, Institutul de Fizică Atomică a atins un nivel înalt de performanță. În 1957 au intrat în funcțiune reactorul nuclear VVR-S și ciclotronul U120, de construcție sovietică. Echipa condusă de Victor Toma a construit și pus în funcțiune primul calculator electronic românesc. În 1962 a fost realizat primul laser din România, de către Ion I. Agârbiceanu și echipa sa. Dezvoltarea Institutului de Fizică Atomică și-a atins apogeul în anii 1970, prin concentrarea unui potențial uman și a unei infrastructuri de cercetare impresionante pentru acea vreme.
În anul 1973 a fost creat Institutul Central de Fizică (ICEFIZ), un consorțiu subordonat Comitetului de Stat pentru Energie Nucleară (CSEN), în care au fost înglobate IFA și IFB, împreună cu alte unități de cercetare și educație din țară.
Reorganizarea ICEFIZ din 1977 a dus la apariția principalelor institute de cercetare de fizică și unități tehnologice, repartizate în câteva centre din țară: Platforma Măgurele (fizică și inginerie nucleară, laseri și plasmă, științe spațiale, fizica materialelor, fizica Pământului, aparatură nucleară), Cluj-Napoca (tehnologii izotopice și moleculare), Iași (fizică tehnică), Râmnicu Vâlcea (apă grea). IFA și IFB au fuzionat în Institutul de Fizică și Inginerie Nucleară (IFIN), având ca director pe Florin Ciorăscu.
„Ultimul deceniu, 1980–1990, este caracterizat de «stagnarea» în multe grupuri de cercetători din institutele de la Măgurele datorită în bună parte deznădejdii de a mai face fizică fără aparatură, fără publicații, fără... libertate de opinie. A fost o etapă a «mizeriei științifice» din care încercăm acum din răsputeri să ne ridicăm.”  — Mircea Oncescu (1990) 
IFA a reapărut ca instituție publică cu personalitate juridică în ianuarie 1990, prin preluarea unităților de cercetare din ICEFIZ odată cu desființarea CSEN. În 1996 aceste institute s-au desprins din IFA, fiind acreditate separat ca Institute Naționale de Cercetare-Dezvoltare. IFIN a fost redenumit Institutul Național de Cercetare-Dezvoltare pentru Fizică și Inginerie Nucleară „Horia Hulubei” (IFIN-HH). În decembrie 2008 IFA a fost reorganizat prin hotărâre de guvern, primind un rol nou cu atribuții sporite în dezvoltarea cercetărilor de fizică din România.

## Obiective principale
După reorganizarea din 2008, noua misiune a institutului este de a contribui la elaborarea și implementarea unei politici coerente și stimulative a cercetării științifice și dezvoltării tehnologice în fizica atomică și subatomică, de întărire a potențialului românesc, în vederea creșterii impactului științific și socio-economic precum și a vizibilității internaționale.
IFA are ca obiective principale:
- evaluarea potențialului științific național în domeniu și elaborarea unei strategii de dezvoltare adecvate;
- promovarea parteneriatului științific și reprezentarea internațională a domeniului (EURATOM, CERN, proiecte de mari infrastructuri de cercetare precum ITER, ELI, etc.);
- inițiere și conducere de programe de cercetare-dezvoltare naționale și internaționale;
- facilitarea transferului de cunoștințe pentru creșterea și valorificarea potențialului național de cercetare în domeniul fizicii.[10][11][1]